# Oda Nobukatsu
En aquest nom japonès, el cognom és Oda.
Oda Nobukatsu (织 田信雄, 1558- 10 de juny de 1630), també conegut com a Oda Nobuo va ser un samurai japonès que va viure durant el període Azuchi-Momoyama de la història del Japó.
Nobukatsu va ser el segon fill d'Oda Nobunaga i va ser adoptat pel clan Kitabatake per assegurar l'hegemonia del clan Oda a la província d'Ise.
Va participar activament en les dues campanyes de Iga. Després del declivi del clan després de la mort de Nobunaga durant l'incident de Honnō-ji, va mantenir els interessos del clan davant l'ascens de Toyotomi Hideyoshi.
Va lluitar en la batalla de Komaki i Nagakute de 1584 i es va aixecar en armes en contra del clan Hōjō d'Odawara el 1590.
Va morir a l'edat de 73 anys.